# Universitatea din Groningen
Universitatea din Groningen (abreviată drept UG; în neerlandeză Rijksuniversiteit Groningen, pronunțat aproximativ [reĭks-ü-ni-văr-zi-teĭt hro-ni-nă] și abreviat drept RUG) este o universitate publică de cercetare cu peste 30.000 de studenți, din orașul Groningen din Țările de Jos. Fondată în 1614, universitatea este a doua cea mai veche din această țară (după cea din Leiden) și una dintre universitățile cele mai prestigioase și cu tradiție din Țările de Jos.
Instituția este clasată în mod constant printre primele 100 de universități din lume, conform tabelelor de clasare. În clasamentul agregat din 2022 al universităților de top, RUG este clasată pe locul trei în Țările de Jos.
Universitatea din Groningen cuprinde unsprezece facultăți, nouă școli postuniversitare, 27 de centre și institute de cercetare și peste 175 de programe de licență. Printre absolvenții și personalul academic cunoscut al universității se numără Johann Bernoulli, Aletta Jacobs⁠(d), patru câștigători ai Premiului Nobel, nouă câștigători ai Premiului Spinoza, un câștigător al Premiului Stevin, diverși membri ai familiei regale olandeze, mai mulți politicieni, primul președinte al Băncii Centrale Europene și un secretar general al NATO.

## Istoric

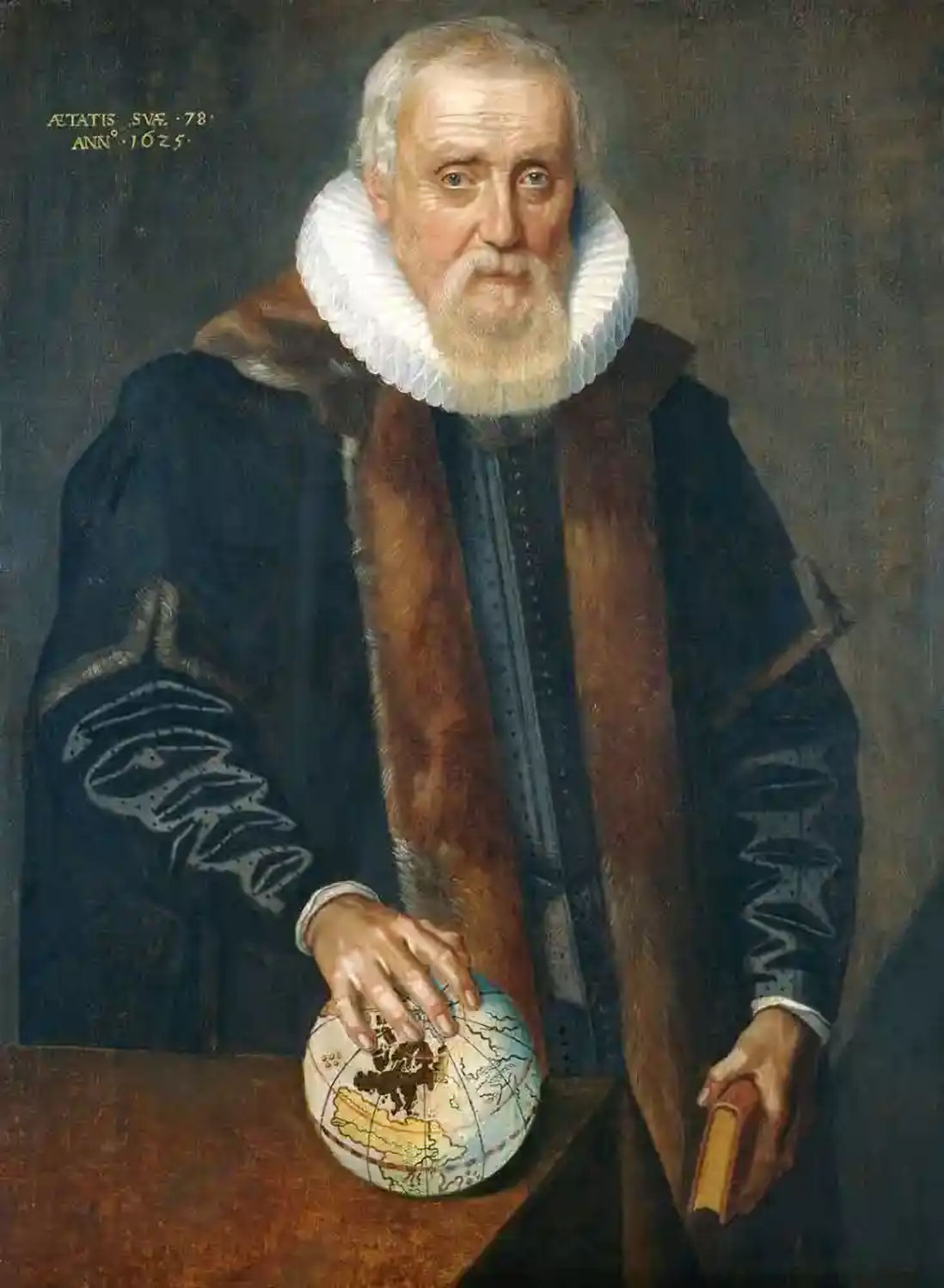
a fost primul rector magnificus al Universității din Groningen

Instituția a fost fondată drept colegiu în anul 1614, dintr-o inițiativă a Adunării Regionale a orașului Groningen și a Ommelandenului⁠(d), a regiunilor învecinate orașului. Pe atunci nu existau decât patru facultăți – teologie, drept, medicină și filosofie.
Stema universității a fost confirmată de Adunarea Stărilor ale orașului și provinciei Groningen în anul 1615. Aceasta se compune din scutul provinciei, peste care se suprapune o figură heraldică reprezentând o carte deschisă, inscripționată cu deviza prescurtată VER/BVM/DNI LV/CER/NA, care provine de la fraza latinească Verbum Domini Lucerna Pedibus Nostris (în traducere, Cuvântul Domnului este o lumină pentru picioarele noastre). Deasupra scutului este plasată o coroană din aur, cu cinci frunze și patru perle.
În primii 75 de ani de la înființarea sa, numărul de studenți înscriși anual era de circa 100. Aproape jumătate dintre studenți și lectori proveneau din afara Țărilor de Jos – primul rector magnificus, Ubbo Emmius⁠(d), a venit din provincia Frislanda de Est din actuala Germanie, de exemplu – dar, în același timp, exista deja o relație strânsă între universitate și orașul și regiunea înconjurătoare. 
Dezvoltarea universității s-a oprit în perioada cuprinsă între sfârșitul secolului al XVII-lea și secolul al XVIII-lea din cauza divergențelor de opinii teologice, a unei relații dificile cu Adunarea Regională și a problemelor politice, inclusiv asediul orașului de către prințul Bernhard von Galen⁠(en)[traduceți] din anul 1672. În medie, în această perioadă, universitatea avea înscriși între două și trei sute de studenți deodată.

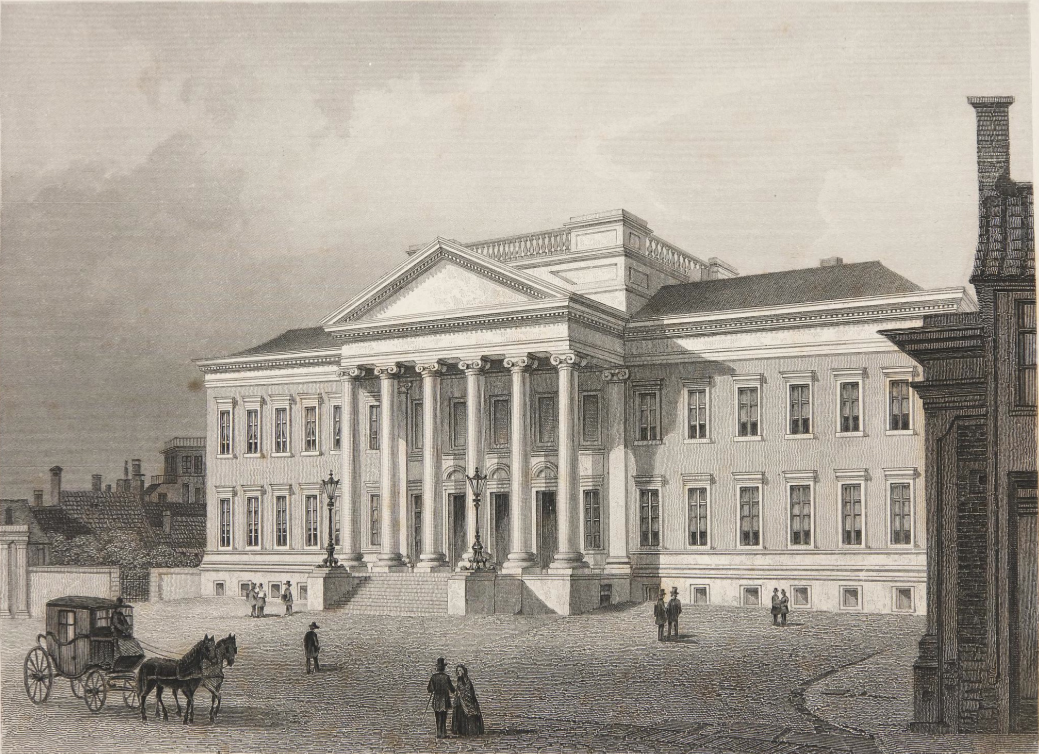
Clădirea principală din secolul al XIX-lea (reprezentare din 1858)

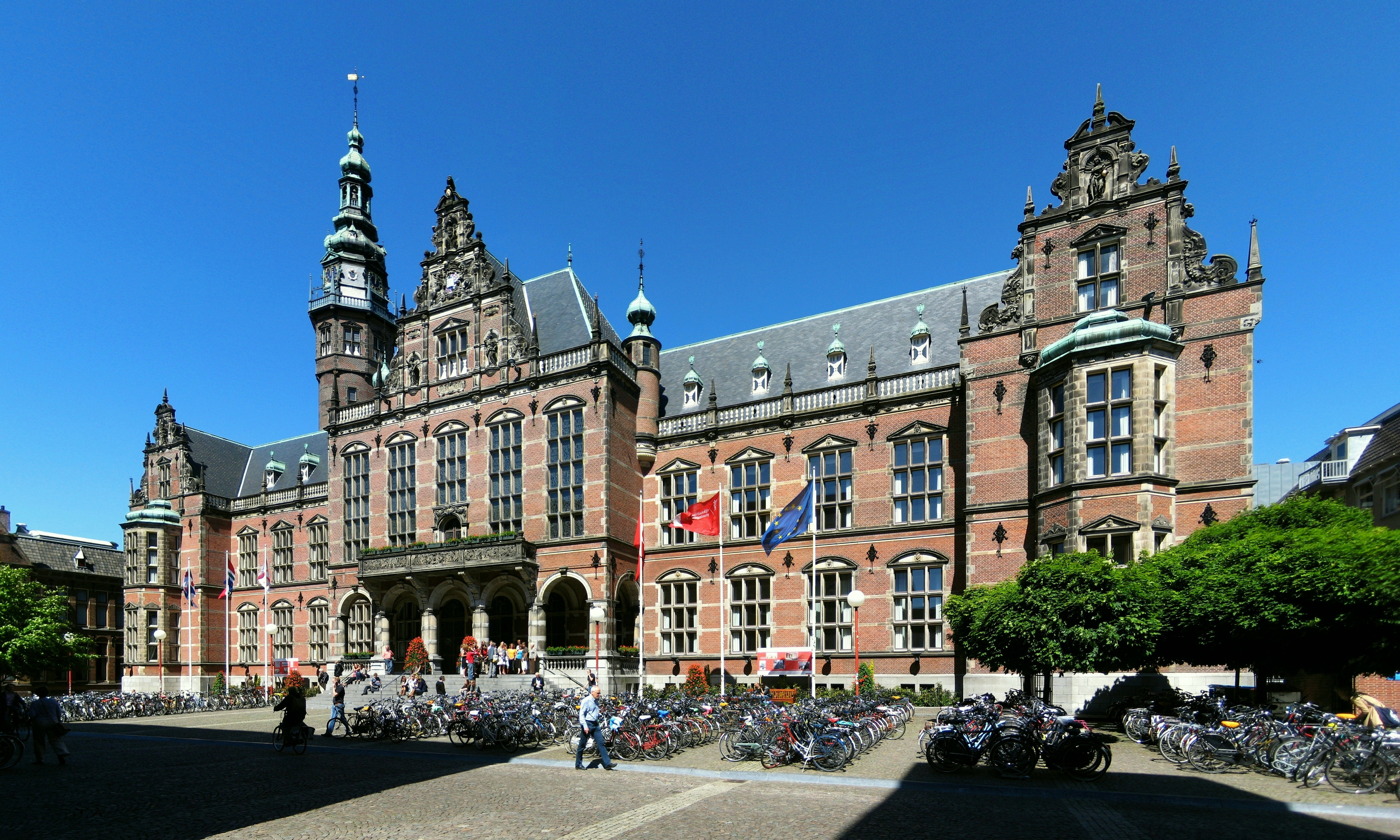
Clădirea principală din secolul al XX-lea (imagine din 2009)

În timpul ocupației franceze dintre 1775 și 1814, Universitatea din Groningen a fost plasată sub administrația Universității Imperiale din Paris. Spre deosebire de Universitatea din Leiden, cea din Groningen nu a fost închisă, însă a fost redenumită drept Universitatea Imperială din Groningen (Keizerlijke Universiteit Groningen). În această perioadă, aceasta a rămas singura universitate deschisă din Regatul Olandei. În 1815, după războaiele napoleoniene, și în același timp cu universitățile din Leiden și Utrecht, universitatea din Groningen a câștigat recunoașterea națională ca unitate de învățământ superior, însă imediat după acest eveniment au urmat discuții despre închiderea acesteia. Situația s-a îmbunătățit când, în anul 1850, a fost construită o nouă clădire principală a universității, Academiegebouw, finanțată în mare parte de locuitorii din Groningen. Un incendiu a distrus complet această clădire în 1906.
Între timp, Legea învățământului superior a Țărilor de Jos din 1876 a îmbunătățit radical situația universității, care a fost redenumită în „Rijksuniversiteit Groningen” (RUG). Predarea cursurilor se desfășura în limbile olandeză și latină, iar universitatea a căpătat și un rol în cercetare pe lângă cel educațional.
Universitatea din Groningen s-a dezvoltat semnificativ în primele decenii ale secolului al XX-lea. Numărul de facultăți și cursuri a crescut constant, precum și numărul studenților înscriși. La sărbătorirea tricentenarului universității în 1914, erau înscriși 611 studenți; acest număr a crescut la 1.000 în anul 1924. După o scădere în timpul crizei și în special în timpul celui de-al Doilea Război Mondial, numărul studenților a crescut rapid între anii 1945–1994; la sfârșitul acestei perioade, se puteau număra peste 20.000 de studenți înscriși. În ultimii ani, la Universitatea din Groningen sunt înscriși aproximativ 32.700 de studenți, numărul studenților străini aflându-se din nou în creștere constantă; numărul studenților și cercetătorilor germani în special a crescut semnificativ în perioada recentă.
În martie 2015, RUG a semnat un acord cu Universitatea Agricolă din China pentru a înființa un campus în orașul chinez Yantai⁠(d). Acest lucru ar fi făcut ca Universitatea din Groningen să devină prima universitate olandeză care și-ar fi deschis un campus în China. Planul a fost puternic criticat, în principal din cauza îngrijorărilor legate de restrângerea libertății academice cauzată de cenzura din China. În ianuarie 2018, planurile au fost anulate de către Comitetul Executiv al RUG, din cauza „sprijinului insuficient pentru proiect”.

## Clasamente și cifre relevante
| Clasament                   | Poziție | Perioadă  |
| --------------------------- | ------- | --------- |
| ARWU Global                 | 66      | 2022      |
| CWUR⁠(en)[traduceți] Global  | 105     | 2022–2023 |
| CWTS⁠(en)[traduceți] Global  | 124     | 2022      |
| QS Global                   | 145     | 2023      |
| THE Global                  | 75      | 2023      |
| USNWR⁠(en)[traduceți] Global | 88      | 2022–2023 |

Câteva detalii și cifre relevante despre Universitatea din Groningen sunt: 
- În anul 2020, universitatea avea 34.000 de studenți înscriși în diferite programe, de la nivelul de licență până la doctorat. Acest număr includea 8.250 de studenți internaționali.
- Universitatea are în prezent 3.600 de angajați în personalul său academic, inclusiv personalul care lucrează în UMCG, spitalul universității; o treime din personalul academic este reprezentată de internaționali.
- 425 de profesori titulari
- Peste 45 de programe de licență (peste 35 de programe de licență sunt predate în limba engleză)
- Peste 120 de programe de master predate în limba engleză
- Peste 40 de programe de master concentrate pe cercetare și programe de top[23]
- 11 facultăți (dintre care una în orașul Leeuwarden, capitala provinciei învecinate Frizia) și nouă școli postuniversitare
- 140.000 de absolvenți
- Peste 120 de naționalități ale studenților înscriși
- 8.000 de publicații de cercetare
- 4.350 de doctoranzi (51% internaționali)
- Buget de 1,0 miliarde de Euro
- Granturi de cercetare de la Consiliul Olandez de Cercetare (NWO): 14 granturi de început (Veni), 5 granturi de cercetare pentru cercetătorii cu experiență (Vidi) și 4 granturi de cercetare senior (Vici) acordate în anul 2020
- Granturi de cercetare de la Consiliul European de Cercetare (ERC): 1 grant de început, 1 grant de consolidare, 3 granturi avansate și 1 grant proof of concept acordate în anul 2020
- 18 cereri de brevet în 2020

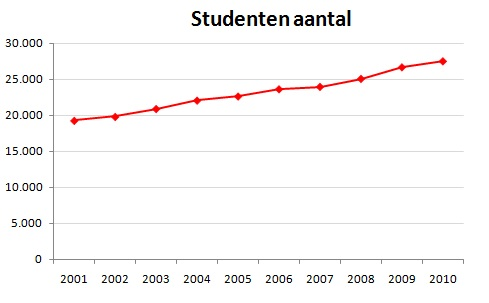
Numărul studenților înscriși

Universitatea funcționează în cadrul sistemului BSA, conform căruia un student dintr-un program de licență trebuie să obțină un anumit număr de credite ECTS pentru a trece din primul an în cel de-al doilea. Acest număr variază între 30 și 45 de credite ECTS, în funcție de programul de licență.
Universitatea din Groningen este membră al Grupului de Excelență al universităților din Europa. Grupul de Excelență are 56 de membri, ceea ce reprezintă 1,3% din cele aproximativ 4.500 de instituții europene de învățământ superior.
- Universitatea din Groningen este una dintre primele 100 cele mai mari universități de cercetare din lume.[26]
- În anul 2021, Universitatea din Groningen s-a clasat pe locul 80 în clasamentul universitar mondial Times Higher Education.
- Potrivit raportului US News & World Report din 2019, Facultatea de economie și afaceri se clasează pe locul 3 în Țările de Jos, pe locul 10 în Europa și pe locul 32 în lume pe domeniul Economie și Afaceri.[27]
- Universitatea s-a clasat pe locul 64 în clasamentul academic mondial al universităților (ARWU) în anul 2021. ARWU reprezintă un clasament global ce cuprinde 500 de universități și este publicat anual de Universitatea Jiao Tong din Shanghai.[28] Pe lângă acest scor general, universitatea se încadrează în topul 100 global pentru mai multe domenii și subiecte specifice: Psihologie (41), Medicină clinică (51-75), Administrarea afacerilor (37) și Ecologie (51-75).
- Universitatea a fost clasată pe locul 73 în lume în anul 2019 de către Universitatea Națională din Taiwan, care publică Clasamentul performanței lucrărilor științifice pentru universități din întreaga lume.[29]
- Universitatea deține în prezent poziția a 14-a în clasamentul european (85 la nivel mondial) al Webometrics.[30]
- Universitatea a fost clasată pe locul 3 în UI GreenMetric World University Ranking în anul 2021. UI GreenMetric World University Rankings este un clasament creat de Universitatea din Indonezia (UI) care cuprinde 780 de universități și care are scopul de a evidenția sustenabilitatea de mediu în elaborarea politicilor universitare. Universitățile sunt clasate pe baza datelor auto-raportate în domeniile poziționare și infrastructură, energie și schimbări climatice, deșeuri, apă, transporturi, educație și cercetare.[31]
- Din 2019 până în 2020, universitatea a fost clasată pe locul 91 în clasamentul Centre for World University Rankings (CWUR).[32]
- În 2019, Times Higher Education a introdus un nou clasament, denumit Europe Teaching Rankings, care include peste 200 de universități, și în care universitatea din Groningen s-a clasat pe locul 26. Acest nou clasament se concentrează pe calitatea predării în instituțiile de învățământ superior și pe mediul de învățare al studenților.[33]
- Universitatea a fost clasată pe locul 1 în Țările de Jos de către U-Multirank (UMR) în 2019. UMR a fost dezvoltat de un consorțiu format din Centrul pentru Studii Politice în Învățământ Superior (CHEPS) din Twente, Centrul pentru Învățământ Superior (CHE) din Germania și Centrul pentru Studii Științifice și Tehnologice (CWTS) din Leiden. Universitatea a obținut cel mai mare scor la 16 indicatori care includ orientarea internațională, cercetarea și transferul de cunoștințe.[34]
- Facultatea de Economie și Afaceri este acreditată atât de către asociația AACSB⁠(d), cât și de EQUIS⁠(d).[35]
- Universitatea din Groningen are propriul său ziar, denumit Universiteitskrant.[36]

Centrul pentru Tehnologia Informației (CIT) al universității găzduiește un supercalculator IBM Blue Gene/L și un centru de date Target utilizat de proiectul LOFAR, precum și un centru de realitate virtuală și vizualizare 3D.

## Organizare

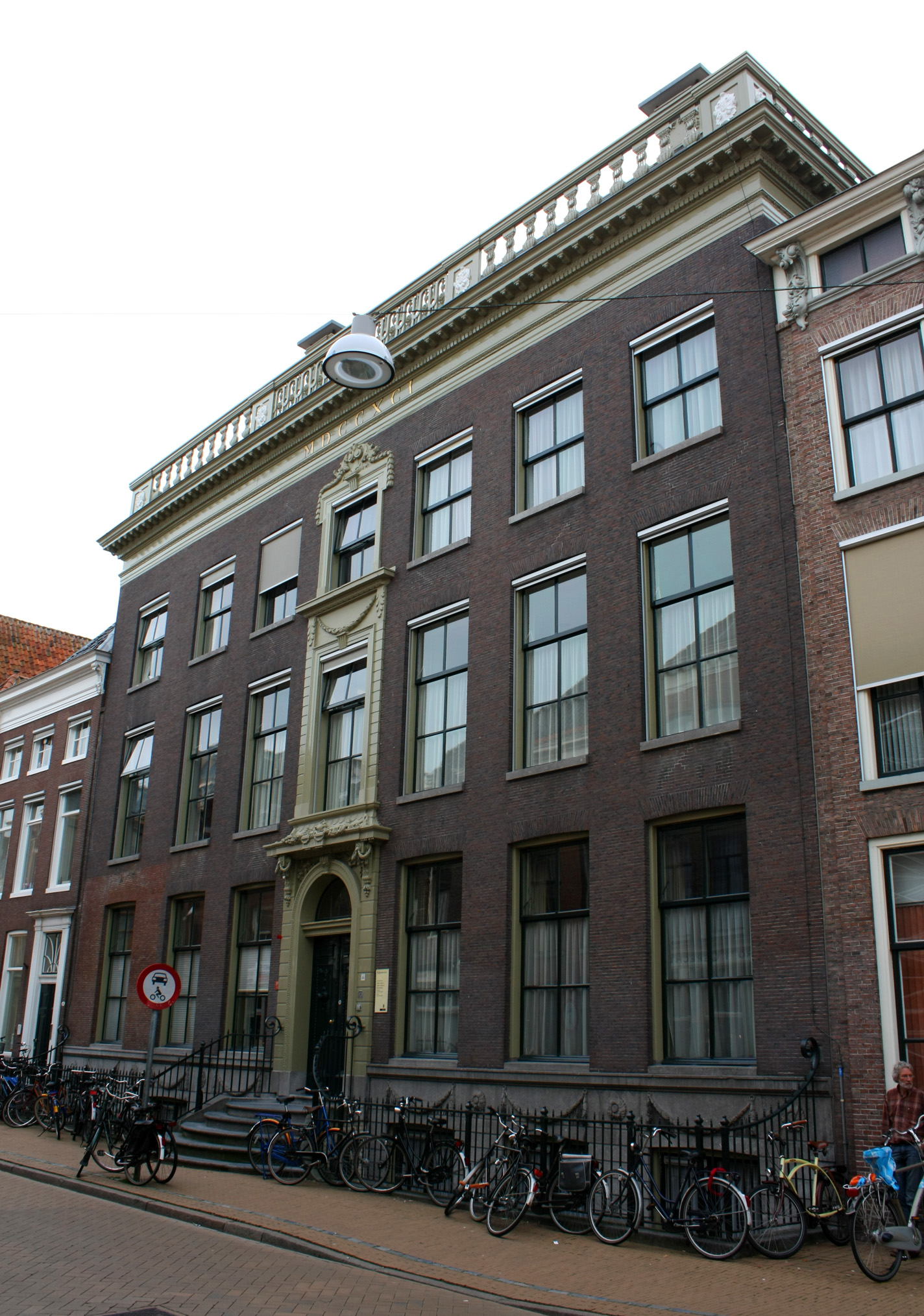
Clădirea administrativă, din strada Oude Boteringestraat 44

Universitatea are 6.250 de angajați.
Biblioteca universitară a fost renovată între anii 2013 și 2017. RUG are o filială și în orașul Leeuwarden. Planurile de a înființa un „campus ramificat” în orașul Yantai din China au fost anulate în ianuarie 2018; în prezent, un muzeu al universității este în curs de înființare. 
Universitatea din Groningen este reprezentată în Fundația Academic Heritage, o fundație care are ca scop păstrarea colecțiilor muzeale universitare și a comorilor culturale.

### Facultăți

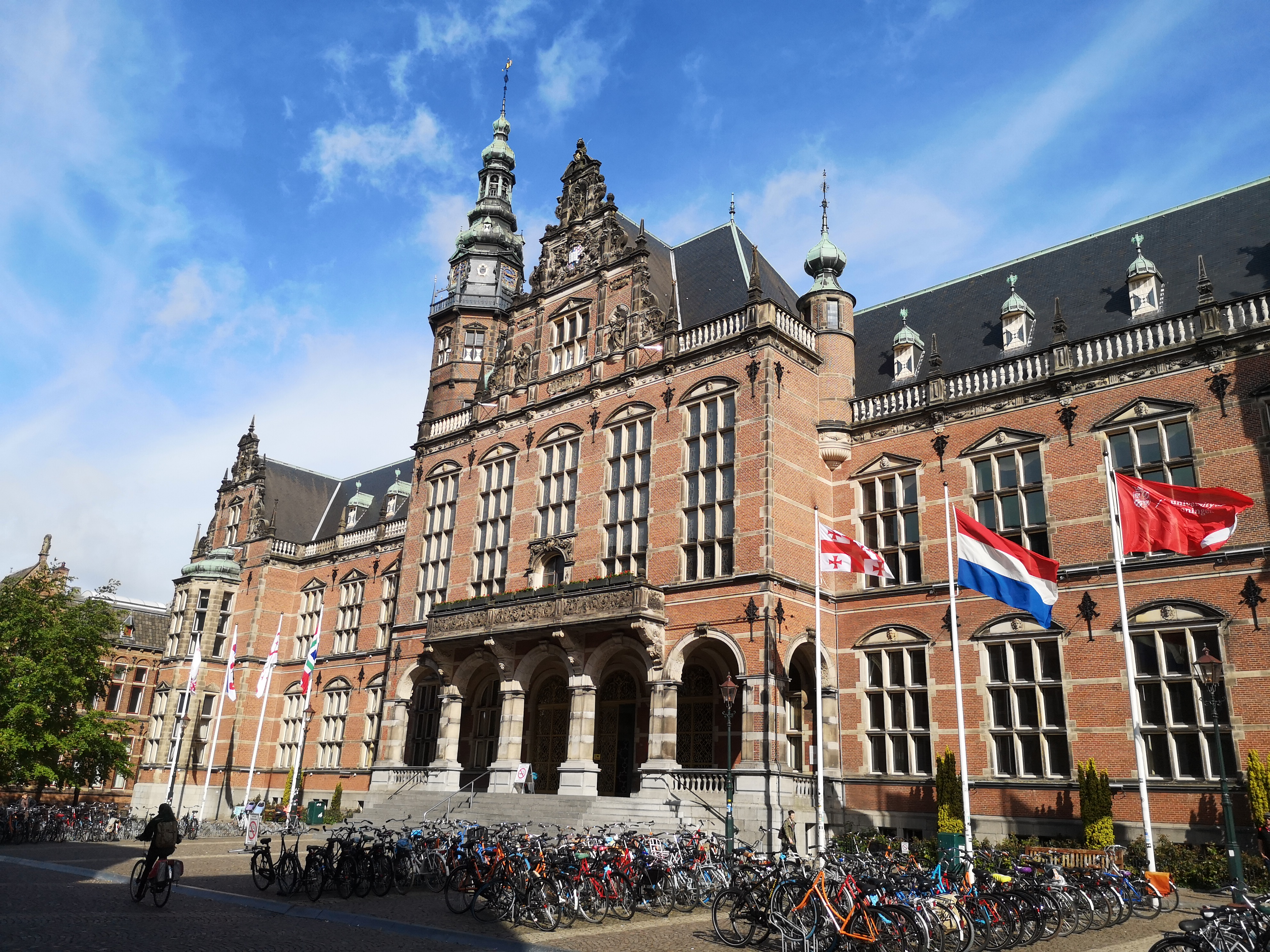
Clădirea Academiei a Universității din Groningen în anul 2019

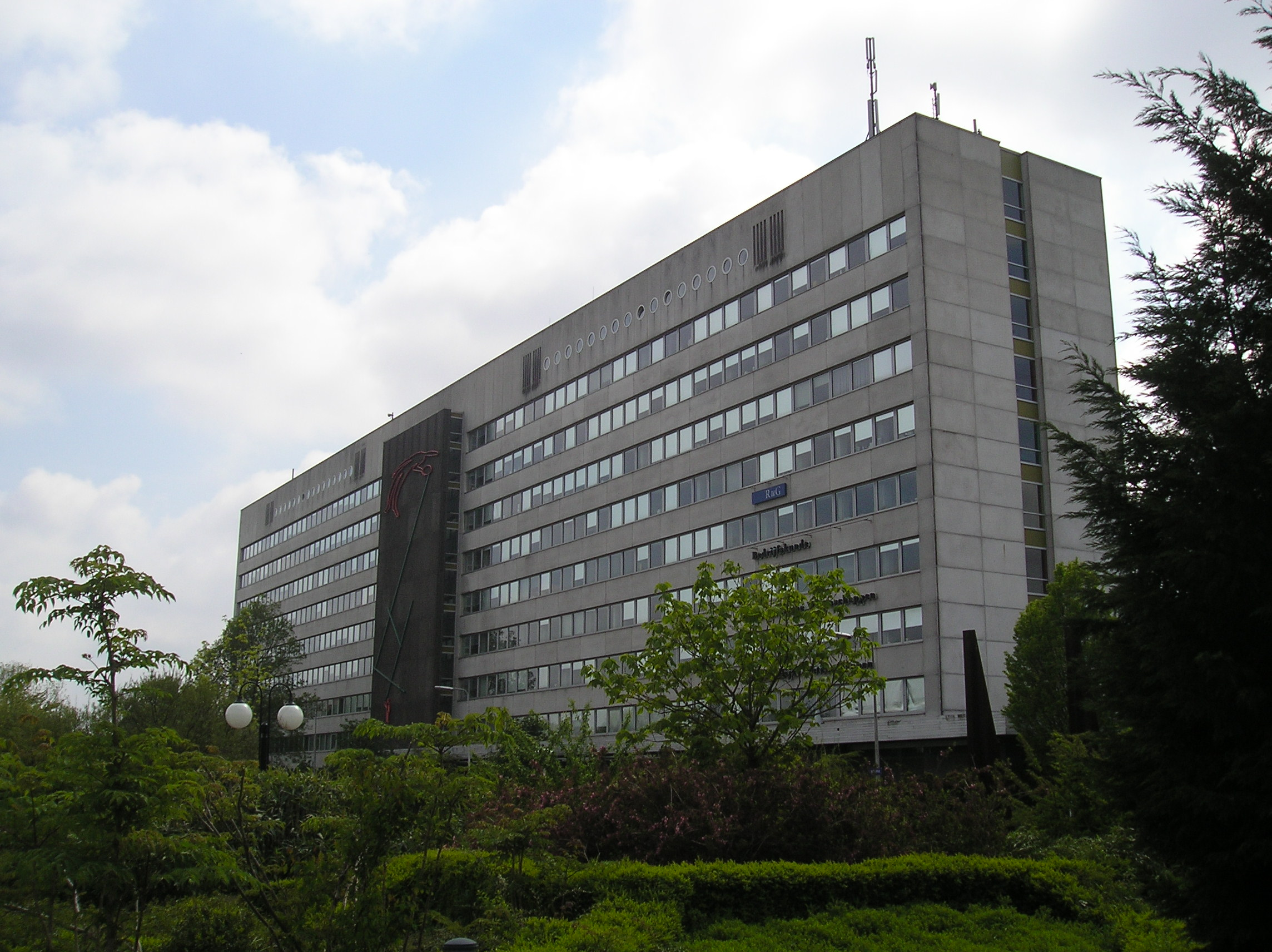
Clădirea Duisenberg (Facultatea de Economie și Afaceri)

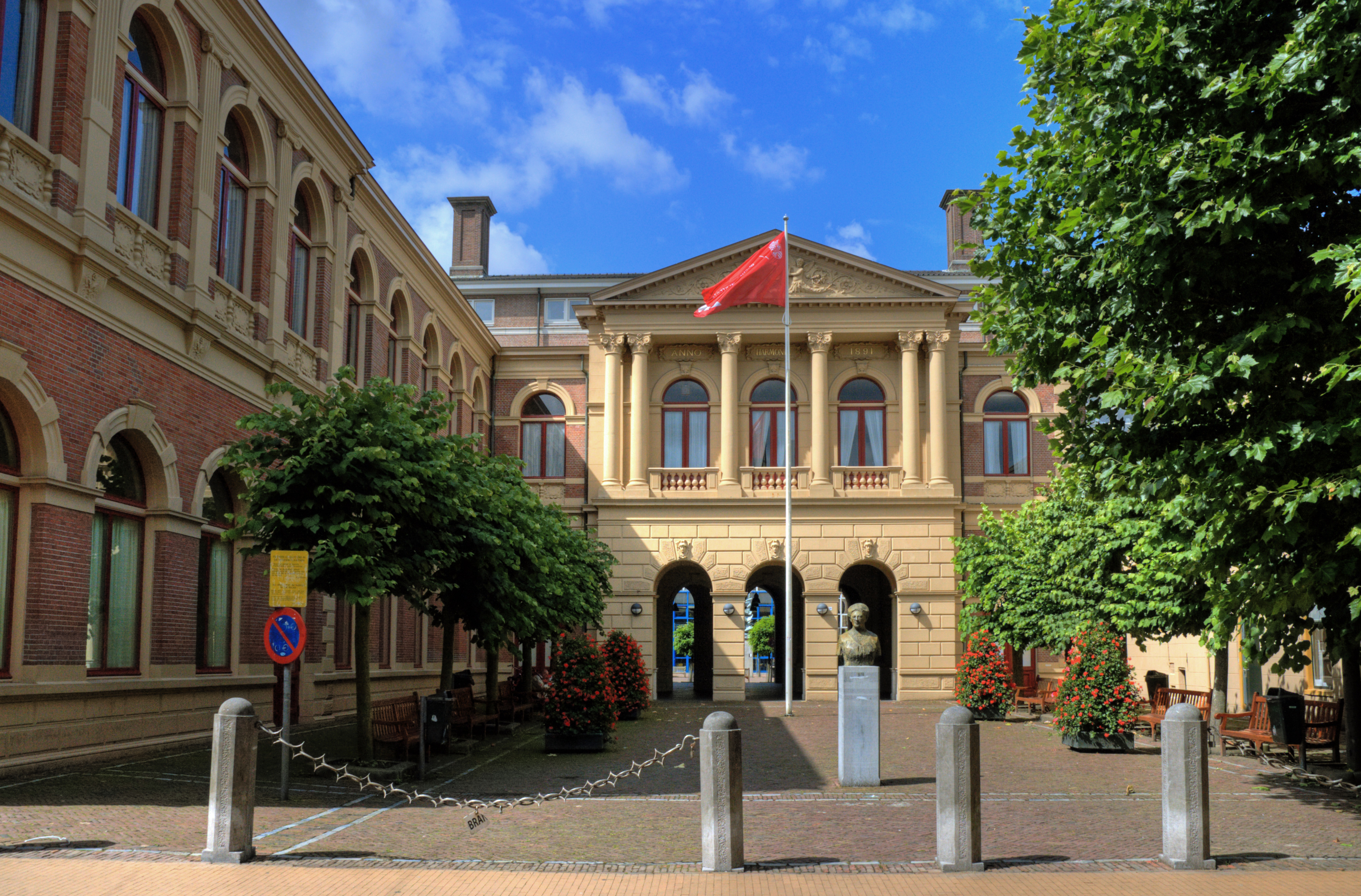
Clădirea Armoniei a Facultății de Arte și Drept

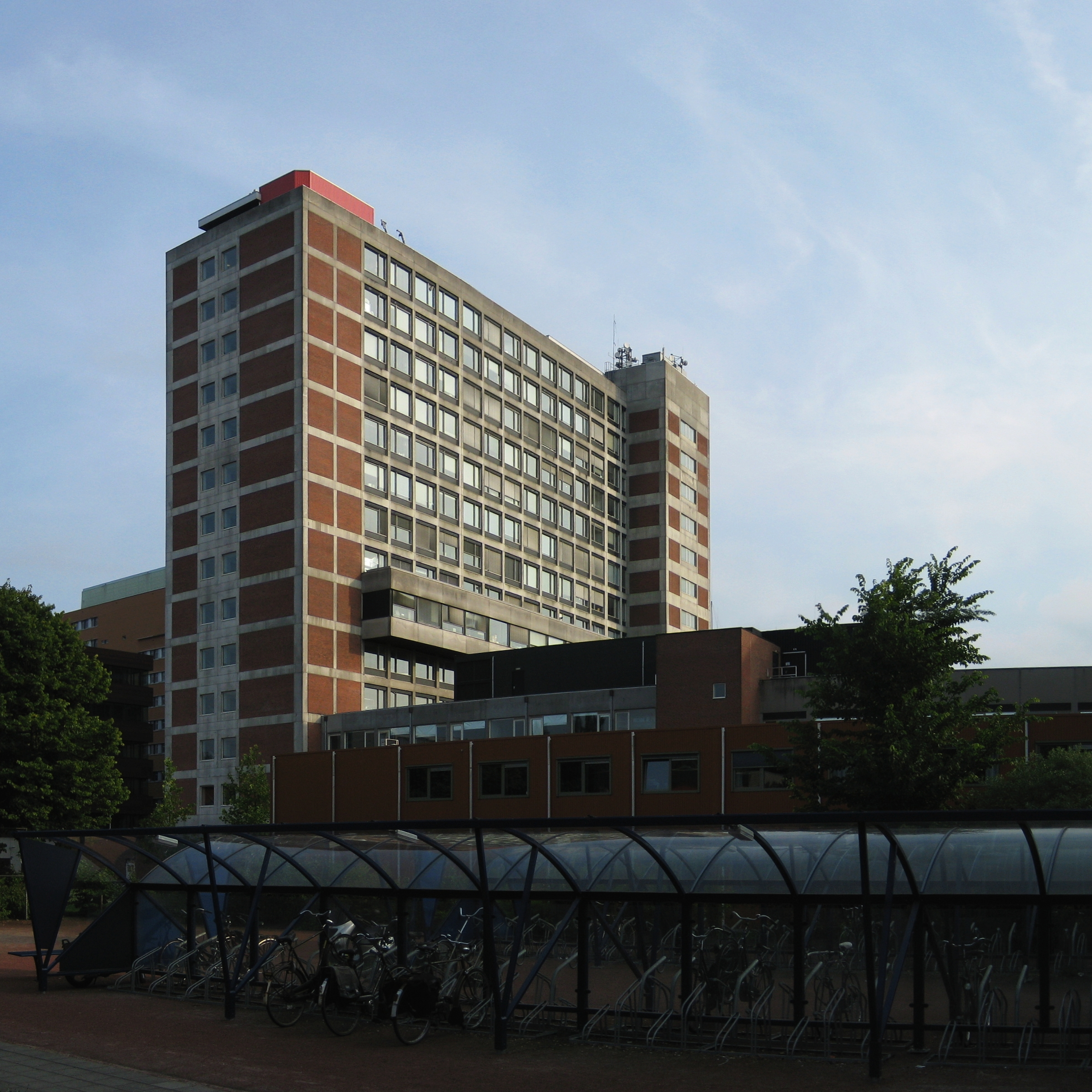
Facultatea de Științe Medicale

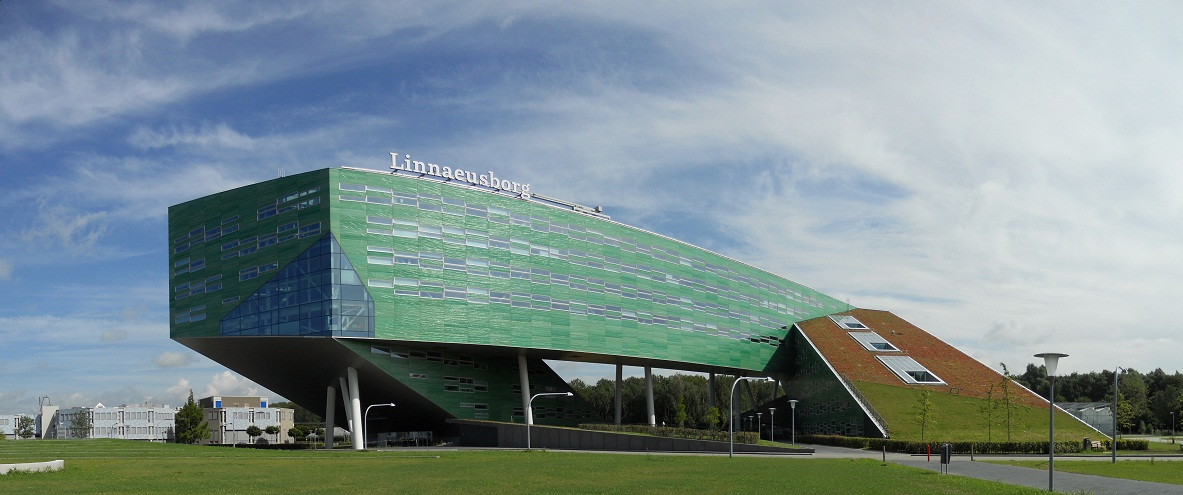
Linnaeusborg (Facultatea de Științe și Inginerie)

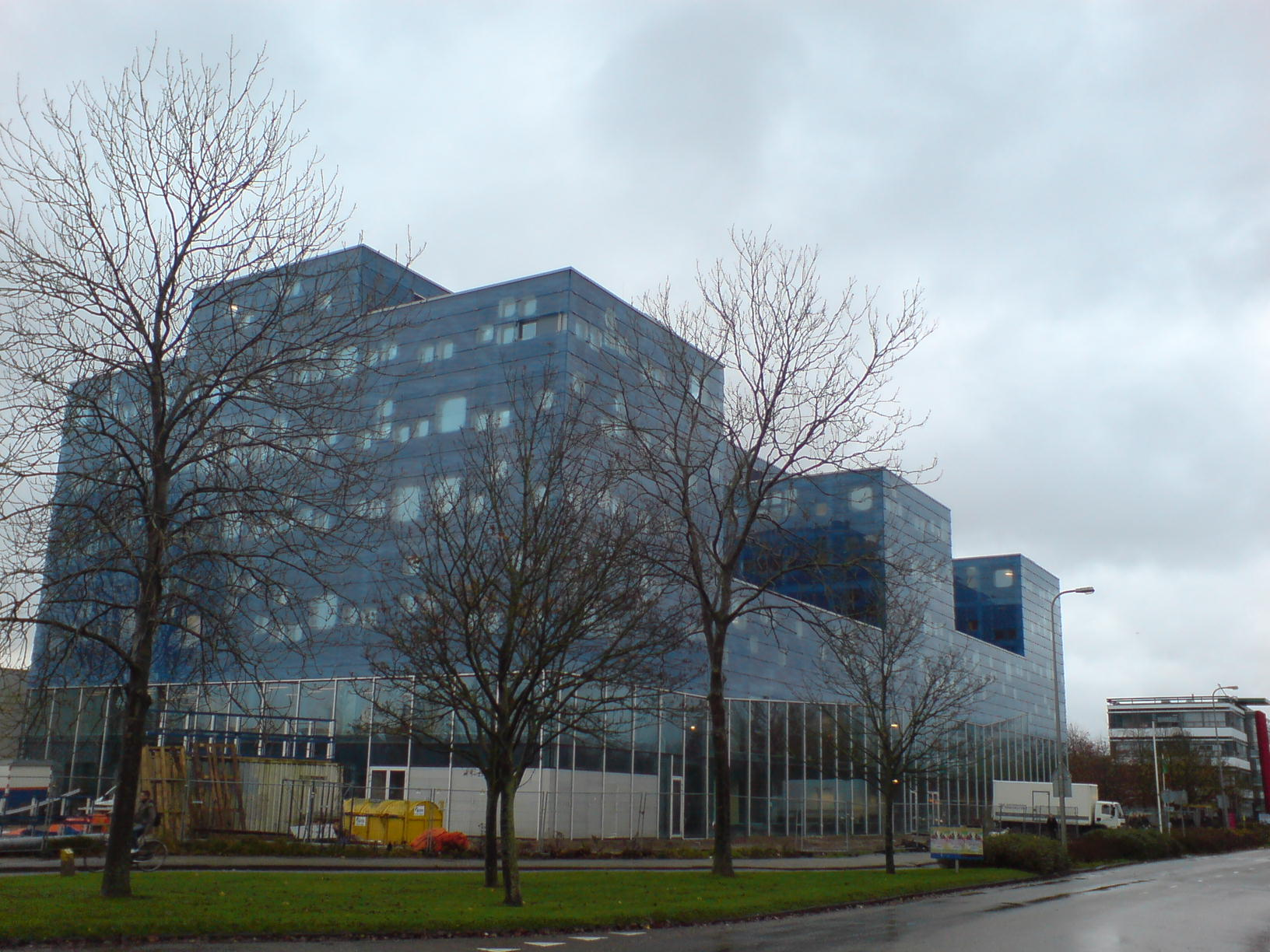
Bernoulliborg (Facultatea de Științe și Inginerie)

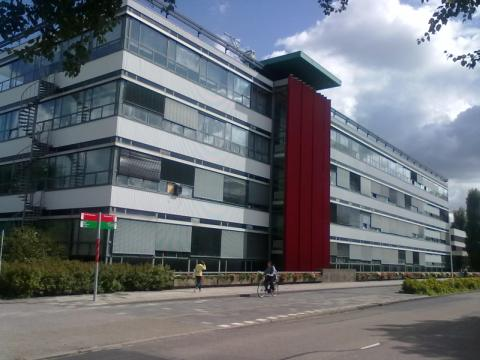
Facultatea de Științe și Inginerie

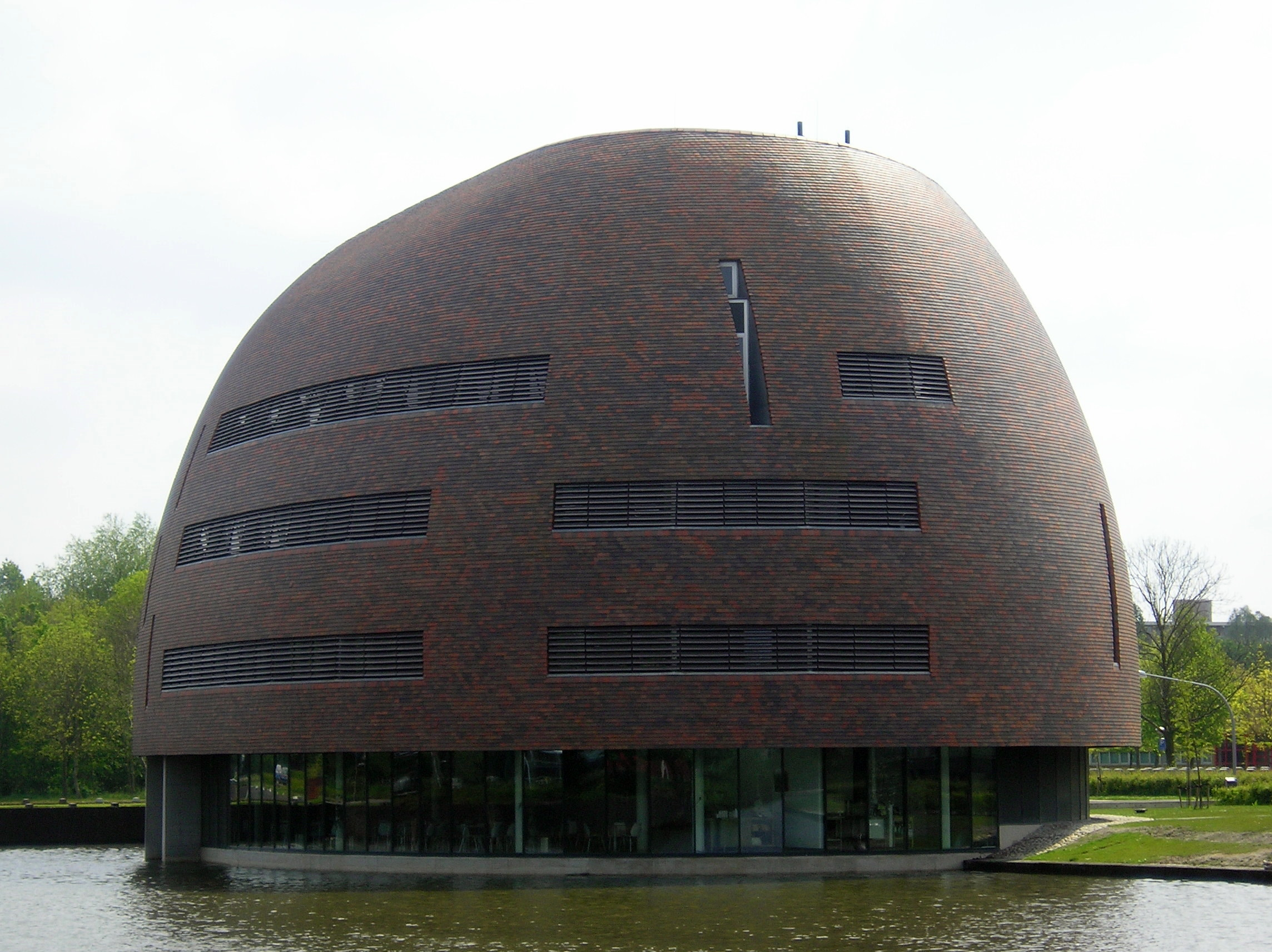
Smitsborg (Centrul pentru Tehnologia Informației Donald Smits, CIT)

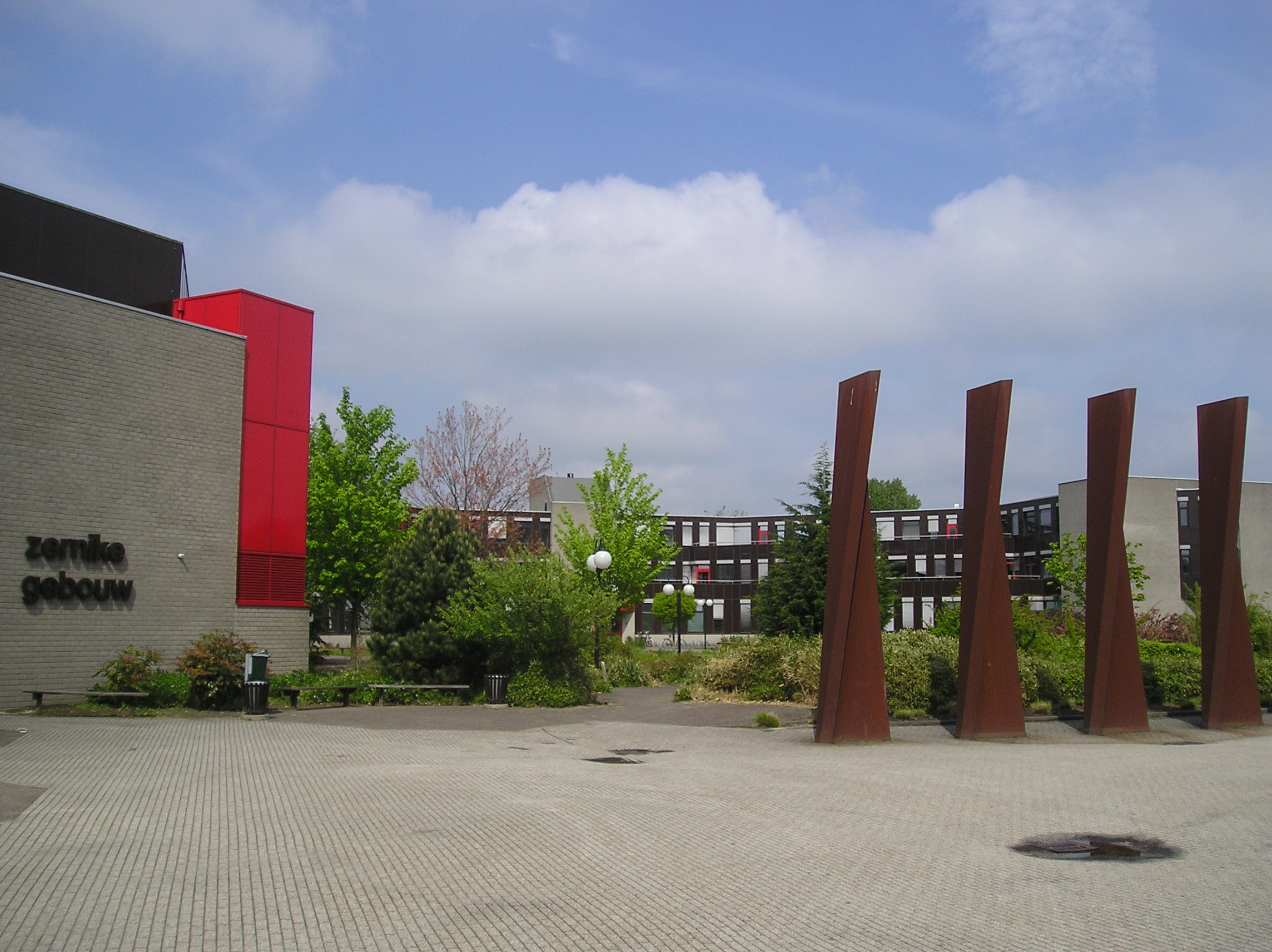
Kapteynborg (Astronomie)

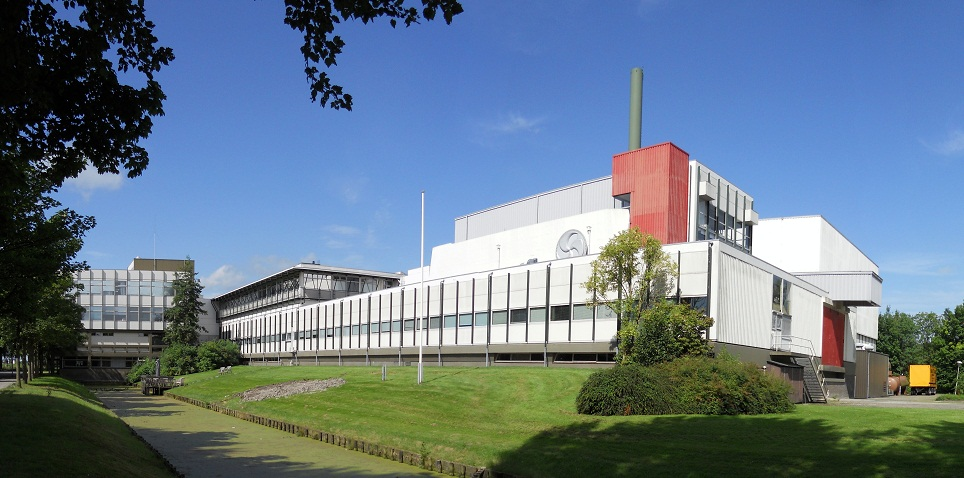
Institutul de Cercetare KVI-CART

Universitatea din Groningen este organizată în unsprezece facultăți care oferă programe și cursuri în domeniile umaniste, științe sociale, drept, economie și afaceri, științe spațiale, științe ale vieții, științe naturale și tehnologie. Fiecare facultate reprezintă o grupare de programe de studii academice, școli și institute, domenii de discipline, centre de cercetare și/sau orice combinație a acestora reunite în scopuri educaționale. Fiecare facultate oferă programe de licență, masterat, doctorat și de schimb cultural, iar unele oferă și cursuri scurte de certificare.
Din anul 2014, RUG deține și un colegiu de arte liberale parțial independent, denumit Colegiul Universitar Groningen (UCG).
- Facultatea de Economie și Afaceri
- Facultatea de Arte
- Facultatea de Drept
- Facultatea de Teologie și Studii Religioase (din septembrie 2023, denumită Facultatea de Religie, Cultură și Societate)
- Facultatea de Filosofie
- Facultatea de Științe Sociale și Comportamentale
- Facultatea de Științe Medicale
- Facultatea de Științe și Inginerie
- Facultatea de Științe Spațiale
- Colegiul Universitar Groningen
- Campus Fryslân⁠(nl)[traduceți]

### Cooperare națională
- Exposome-NL, consorțiu olandez care cooperează în domeniul cercetării expozomale.

### Cooperare internațională
Universitatea din Groningen se angajează în multe tipuri de cooperare internațională atât în domeniile de predare, cât și în cele de cercetare. Principalele rețele și parteneri ai universității sunt reprezentați de:
- Enlight,[46] o alianță compusă din nouă universități europene, The Guild,[47] o ghildă a universităților europene intensive în cercetare și grupul Coimbra,[48] o rețea de 37 de universități multidisciplinare europene cu un lung istoric.
- Parteneriate strategice (conexiuni academice): Universitatea din Hamburg (UHH) și Universitatea „Carl von Ossietzky” din Oldenburg
- Parteneriate strategice globale: Universitatea Tehnologică Nanyang (Singapore), Universitatea din Osaka (Japonia), Universitatea Macquarie (Australia), Universitatea Gadjah Mada (Indonezia), Universitatea din Antioquia (Colombia), Universitatea din Chile (Chile), Universitatea Națională Autonomă a Mexicului (Mexic), Universitatea din São Paulo (Brazilia), Universitatea din Stellenbosch (Africa de Sud)

## Campus
Diferitele facultăți sunt localizate în perimetrul orașului Groningen. Majoritatea facultăților, inclusiv facultățile de Drept, Arte și Filosofie sunt situate chiar în centrului orașului. Clădirea originală a universității, care funcționează ca principală clădire administrativă, se află exact în centrul orașului, pe strada Broerstraat. Facultatea de științe medicale este situată în apropiere, în cadrul Centrului Medical Universitar Groningen (UMCG). Facultățile de Economie și Afaceri, Științe Spațiale și Științe și Inginerie sunt găzduite la marginea de nord a orașului, în Campusul Zernike, denumit după laureatul Premiului Nobel Frits Zernike. Campusul Zernike este ocupat și de Universitatea de Științe Aplicate Hanze, cealaltă universitate mare din oraș, ceea ce face ca numărul total de studenți care studiază în acel campus să fie în jur de 40.000.
Universitatea deține trei biblioteci separate: cea principală, poziționată în centrul orașului; una în clădirea Duisenberg, din campusul Zernike; și una înăuntrul facultății de medicină, care include o gamă largă de cărți și materiale online pentru studenți. Biblioteca din centrul orașului are și o cafenea Starbucks în incinta sa. Universitatea a deschis recent și un alt campus în orașul Leeuwarden, din provincia învecinată Frizia, denumit „Campus Fryslân”, care oferă câteva discipline atât la nivel universitar, cât și la nivel postuniversitar.

## Viața studențească
Orașul Groningen este cunoscut drept orașul studențesc al Țărilor de Jos; aproximativ o treime dintre locuitorii orașului sunt studenți, fie la Universitatea din Groningen, fie la Universitatea de Științe Aplicate Hanze. Universitatea, prin centrul sportiv ACLO, oferă o gamă largă de activități sportive și cursuri pentru studenți. Aproape fiecare sport este reprezentat printr-un propriu club sportiv, iar acestea le oferă studenților posibilitatea de a se folosi de facilitățile disponibile la tarife reduse.
Universitatea are, de asemenea, mai multe societăți studențești care organizează evenimente sociale pentru membrii săi, precum și asociații specifice anumitor facultăți și cursuri.
Utilizarea bicicletelor ca mijloc de transport este deosebit de răspândită, atât în rândul localnicilor, cât și al studenților; orașul dispune de piste de biciclete marcate, care duc din centrul orașului până la campusul Zernike. Astfel, datorită acestui fapt, orașul Groningen a dobândit denumirea neoficială de „orașul mondial al ciclismului”.

### Cămine pentru studenți
Universitatea din Groningen nu deține cămine pentru studenți. Cu toate acestea, universitatea le oferă studenților servicii de cazare prin intermediul organizației nonprofit SSH Student Housing, care operează cămine în diferite zone ale orașului Groningen și în câteva alte orașe din Țările de Jos. Un număr semnificativ de studenți locuiesc în cămine și locuințe private din oraș. Într-un efort de a combate deficitul anual de locuințe, primăria orașului Groningen a susținut activ dezvoltarea de unități de cazare pe termen scurt, construite din containere de transport naval, pentru a-i caza pe studenții internaționali. Guvernul olandez are legi stricte pentru locuințele private atât privindu-i pe chiriași (studenți), cât și pe proprietari, astfel încât prețurile și condițiile de închiriere să poată fi menținute la un nivel echitabil.
În anul 2018, universitatea a primit atenție națională în Țările de Jos din cauza crizei privind spațiile de cazare din orașul Groningen. Datorită faptului că cei mai mulți studenți veniți la universitate provin în principal din alte părți ale țării sau din alte țări, există în prezent o lipsă de opțiuni de cazare pentru studenți. În toamna anului 2021, criza spațiilor de cazare a atins un nou apogeu: sute de studenți nu au avut disponibile spații de cazare și au fost nevoiți să recurgă la adăposturi de urgență. Această criză a determinat un protest care s-a desfășurat în centrul orașului și care a culminat cu ocuparea clădirii Academiei de către studenți, pentru a pune presiuni asupra primăriei să extindă disponibilitatea locuințelor cu caracter de urgență.

## Cercetare
În 2019, 708 doctoranzi au fost admiși într-un program de doctorat (comparativ cu 816 doctoranzi în anul 2018). Aproximativ 50% dintre doctoranzii admiși proveneau din străinătate. În 2019, au fost susținute un număr de 546 de doctorate, dintre care 22 cu mențiunea cum laude. Cota națională a atins astfel circa 11 procente.

### Școli, centre și institute de cercetare
Științe umaniste și sociale
- Centrul pentru limbă și cogniție Groningen (CLCG)
- Centrul pentru religie și patrimoniu
- Centrul pentru religie, conflicte și globalizare (CRCG)
- Centru religie, sănătate și bunăstare
- CRASIS, Cultură, religie și societate în antichitatea greco-romană
- Centrul pentru studii în globalizare Groningen (GSG)
- Institutul de arheologie din Groningen (GIA)
- Institutul de cercetare educațională din Groningen (GION)
- Institutul de cercetare în filosofie din Groningen (GRIPH)
- Institutul de cercetare pentru studiul culturii din Groningen (ICOG)
- Institutul Heymans
- Institutul de studii indiene
- Centrul interuniversitar de teorie și metodologie în științe sociale (ICS)
- Institutul Qumran
- Institutul de studii urbane și regionale (URSI)

Drept
- Centrul pentru drept, administrație și societate (CRBS)
- Centrul pentru drept energetic Groningen (GCEL)

Economie și afaceri
- Institutul de cercetare SOM

Științele vieții
- Școala de cercetare pentru științe comportamentale și cognitive (BCN) / UMCG[61]
- Institutul de cercetare BCN-BRAIN / UMCG[62]
- Centrul de cercetare a cancerului Groningen (CRCG) / UMCG[63]
- Institutul pentru științe evolutive ale vieții Groningen (GELIFES)[64]
- Institutul universitar pentru explorarea medicamentelor Groningen (GHID) / UMCG[65]
- Institutul pentru științe biomoleculare și biotehnologie Groningen (GBB)
- Institutul de cercetare farmacologică Groningen (GRIP)
- Centrul pentru științe în îmbătrânirea sănătoasă și sănătate (SHARE), UMCG[66]
- Institutul W.J. Kolff pentru inginerie biomedicală și știința materialelor / UMCG[67]

Știință și inginerie
- Institutul Bernoulli pentru matematică, informatică și inteligență artificială
- ENTEG – Institutul de inginerie și tehnologie Groningen
- ESRIG – Institutul de cercetare în energie și sustenabilitate Groningen
- GBB – Institutul pentru științe biomoleculare și biotehnologie Groningen
- GELIFES – Institutul pentru științe evolutive ale vieții Groningen
- GRIP – Institutul de cercetare farmacologică Groningen
- ISEC – Institutul de educație științifică și comunicare
- Institutul astronomic Kapteyn
- Institutul de chimie Stratingh
- Institutul Van Swinderen pentru fizica particulelor și gravitație
- Institutul Zernike pentru materiale avansate (ZIAM)

### Școli postuniversitare
Studiile postuniversitare din cadrul Universității din Groningen sunt organizate oarecum diferit față de felul în care sunt organizate în cadrul omologilor săi internaționali. Principala diferență este că școlile postuniversitare ale universității nu organizează toate programele de master, ci doar pe cele cu o durată de doi ani, și anume programele de master de top și cele cu specific de cercetare.
- Școala postuniversitară de științe sociale și comportamentale
- Școala postuniversitară de economie și afaceri
- Școala postuniversitară de științe umaniste
- Școala postuniversitară de drept
- Școala postuniversitară de științe medicale
- Școala postuniversitară de filosofie
- Școala postuniversitară de științe
- Școala postuniversitară de științe spațiale
- Școala postuniversitară de teologie și studii religioase

## Absolvenți cunoscuți
Câțiva absolvenți cunoscuți ai Universității din Groningen sunt:
Șefi de guverne
- Paramanga Ernest Yonli⁠(d), prim-ministru al Burkinei Faso
- John Stuart, al 3-lea conte de Bute, prim-ministru al Marii Britanii
- Suzanne Camelia-Römer, prim-ministru al Antilelor Neerlandeze
- Etienne Ys, prim-ministru al Antilelor Neerlandeze
- Johan Remkes⁠(d), viceprim-ministru al Țărilor de Jos

Șefi de afaceri
- Bart Becht, director executiv al Reckitt Benckiser
- Maarten van den Bergh, președintele Lloyds Bank, numit cel mai puternic om de afaceri din Marea Britanie în 2005 de către The Times
- Marc Bolland, director executiv al Marks & Spencer
- Dolf van den Brink, director executiv al Heineken N.V.
- Paul Polman, director executiv al Unilever
- Roel de Vries, director global de marketing al corporației Nissan Motor
- Hans Wijers, președintele Consiliului de Supraveghere al ING, fost director executiv al AkzoNobel
- George Möller⁠(d), director executiv al Robeco⁠(d), fost director executiv al Euronext
- Chris Vogelzang⁠(d), director executiv al băncii Danske Bank⁠(d)
- Roelof Joosten, director executiv al FrieslandCampina[71]
- Volkert Engelsman⁠(nl)[traduceți], director executiv al Eosta⁠(d)
- Paul Fentener van Vlissingen, director executiv al SHV Holdings
- Maarten Wetselaar, director executiv al Cepsa[72][73]
- Marjan Rintel⁠(d), director executiv al KLM, fost director executiv al Căilor Ferate Olandeze[74]
- Louise Gunning-Schepers⁠(d), președintele Consiliului de Supraveghere al Grupului Schiphol
- Dimitri de Vreeze, director executiv al DSM N.V.[75][76]
- Maria Oudeman⁠(d), președinte al Universității din Utrecht, fost director al Equinor
- Ronald Brus, director executiv al diviziei Janssen Vaccines a companiei Johnson & Johnson[77]

Economiști și cercetători
- Wim Duisenberg, primul președinte al Băncii Centrale Europene
- Klaas Knot⁠(d), actualul președinte al băncii centrale olandeze De Nederlandsche Bank⁠(d) (DNB)[78]
- Dirk Stikker⁠(d), secretar general al NATO
- Gerbrand Bakker⁠(d), medic de la începutul secolului al XIX-lea
- Johan van Benthem⁠(d), logician
- Johann Bernoulli, matematician
- Bart Bok⁠(d), astronom
- Hans van Abeelen, primul expert olandez în genetica comportamentală
- Corina Brussaard⁠(d), cercetător în Antarctica în ecologie virală și fitoplancton
- Anita Buma, cercetător în Antarctica în ecofiziologie marină
- Wei Ji Ma⁠(d), profesor de psihologie și neuroștiințe
- Ben Feringa, laureat al Premiului Nobel pentru Chimie în anul 2016 pentru munca sa asupra motoarelor moleculare
- Heike Kamerlingh Onnes, laureat al Premiului Nobel pentru fizică pentru experimentele sale privind proprietățile materiei la temperaturi scăzute, care au făcut posibilă producerea de heliu lichid
- Frits Zernike, laureat al Premiului Nobel pentru fizică pentru invenția sa a microscopului optic cu contrast de fază în anul 1953.

Politicieni
- Job Cohen⁠(d), fost primar al Amsterdamului și fost lider al Partidului Muncitoresc olandez
- Pim Fortuyn, lector, ulterior politician și fondator al Listei Pim Fortuyn (ulterior asasinat în 2002)
- Niccolò Invidia⁠(d), deputat în parlamentul Italiei
- Jacques Wallage⁠(d), fost primar al orașului Groningen
- Halbe Zijlstra⁠(d), fost ministru olandez al afacerilor externe
- Bruno Bruins⁠(d), fost secretar de stat olandez pentru educație, cultură și știință

Alții
- Turtle Bunbury, istoric și autor irlandez
- James Burnett, lord de Monboddo⁠(en)[traduceți]
- Lex van Dam⁠(d), manager de fonduri speculative, apărut în emisiunea Million Dollar Traders de pe canalul britanic BBC2
- Ubbo Emmius⁠(d), fondatorul Universității din Groningen și primul rector magnificus
- Willem Frederik Hermans, lector și scriitor
- Gerardus Heymans⁠(d), filozof și psiholog
- Jack Hoeksema⁠(d), lingvist și profesor în cadrul Departamentul de limbă și cultură olandeză
- Pieter Hofstede Crull⁠(nl)[traduceți], jurist, procuror general al Surinamului și guvernator interimar
- Peter Hofstee⁠(en)[traduceți], profesor de fizică teoretică, s-a alăturat companiei IBM în 1996, în prezent arhitectul-șef al elementului de procesare sinergistică (SPE) al microprocesorului Cell.
- Johan Huizinga, istoric
- Aletta Jacobs⁠(d), prima femeie din Țările de Jos care a primit un doctorat în medicină
- Ashin Jinarakkhita⁠(d), călugăr budist indonezian
- Johann Heinrich Alting⁠(d), teolog
- Annemarie, ducesă de Parma, jurnalistă, consultantă și membră a familiei regale olandeze
- Jaap Kunst⁠(d), etnomuzicolog (a studiat dreptul)
- Prințul Maurits de Oranje-Nassau, văr primar al regelui Willem-Alexander al Țărilor de Jos
- John Nerbonne⁠(d), profesor de calcul umanist, expert în dialectologie, membru al Academiei Regale de Științe Olandeze
- Wubbo Ockels⁠(d), primul astronaut olandez, a obținut un doctorat în fizică și matematică în 1973
- Jan Oort, astronom
- Johannes Jacobus Poortman⁠(d), filozof, psiholog
- Dagmar Reichardt⁠(d), profesor de industrie culturală la Universitatea din Letonia
- James Renwick⁠(d) (1662–1688) membru în organizația religioasă scoțiană Covenanters⁠(en)[traduceți]
- Willem de Sitter, astronom
- Tom Snijders⁠(d), statistician și sociolog, expert în analiză multinivel⁠(en)[traduceți] și dezvoltatorul programului Siena în limbajul de programare R, pentru analiza longitudinală a rețelelor sociale
- Henk G. Sol⁠(d), profesor de inginerie de afaceri și TIC
- Pieter Jelles Troelstra⁠(d), avocat și politician de la începutul secolului XX
- René Veenstra⁠(d), profesor de sociologie, expert în analiza rețelelor sociale și procesele de grup în bullying
- Wietse Venema⁠(d), programator și fizician
- Clemens von Bönninghausen⁠(d), avocat, botanist, medic homeopat
- Epke Zonderland, medaliat cu aur la Jocurile Olimpice din 2012

## Cercetători notabili
- Dirk Bezemer⁠(d) (născut în 1971), economist
- Mineke Bosch⁠(d), istoric
- Cornelis de Bot⁠(d), lingvist
- Marijn van Dijk⁠(d), psiholog în domeniul dezvoltării umane
- Caroline van Eck⁠(d), istoric de artă
- Paul van Geert⁠(d), psiholog în domeniul dezvoltării umane
- Nathalie Katsonis⁠(d), chimistă
- Wander Lowie⁠(d), lingvist
- Angus Maddison⁠(d), economist britanic
- Lodi Nauta, profesor de istorie
- Sijbren Otto⁠(d), filosof în domeniul chimiei
- Erik Scherder⁠(en)[traduceți]
- Diederik Stapel⁠(en)[traduceți], profesor de psihologie socială cunoscut pentru falsificarea datelor din cercetările sale[79]
- Wolfgang Stroebe⁠(d), psiholog social
- Albert Szent-Györgyi, biochimist, a primit Premiul Nobel pentru fiziologie sau medicină în 1937
- Marjolijn Verspoor⁠(d), lingvist
- Bart van Wees⁠(nl)[traduceți], fizician în domeniul fizicii aplicate
- Ben Feringa, chimist în domeniul chimiei sintetice organice, distins cu Premiul Nobel pentru chimie în anul 2016
- Pauline Kleingeld⁠(nl)[traduceți], profesor de etică și istoria eticii
- Amina Helmi⁠(d), astronom argentinian și profesor în domeniul dinamicii, structurii și formării Căii Lactee
- Cisca Wijmenga⁠(d), profesor de genetică umană
- Theunis Piersma⁠(d), profesor de ecologie globală a căilor de zbor
- Linda Steg, profesor de psihologie a mediului și pionier și lider mondial în domeniul psihologiei mediului[80]
- Sabeth Verpoorte⁠(d), profesor de microfluidică și sisteme miniaturizate de tip „lab-on-a-chip” în cadrul Facultății de Științe și Inginerie
- Jacques Zeelen⁠(d), profesor de studii în domeniul globalizării și acțiunii umanitare